# Ingstetten (Inchenhofen)
Ingstetten ist ein Weiler und Ortsteil des Marktes Inchenhofen im Landkreis Aichach-Friedberg (Bayern). Ingstetten liegt circa vier Kilometer nordwestlich von Inchenhofen.

## Geschichte
Im Mittelalter hieß das Dorf Dingstetten. 
Beim ersten Gemeindeedikt kam der Weiler 1808 zum Steuerdistrikt Schnellmannskreuth, durch das zweite Gemeindeedikt wurde Oberbachern mit den Ortsteilen Ingstetten und Unterbachern eine selbstständige Ruralgemeinde im Landgericht Aichach. Bei der Volkszählung am 1. Dezember 1871 hatte Ingstetten 70 Einwohner und gehörte damals zur Pfarrei und Schule Gundelsdorf.
Die Gemeinde Oberbachern wurde im Zuge der Gemeindegebietsreform am 1. Januar 1972 in den Markt Inchenhofen eingegliedert.

## Kapelle
Einziges in die Denkmalliste aufgenommenes Gebäude ist die Katholische Kapelle St. Sebastian, ein kleiner Rechteckbau mit Mansarddach, errichtet 1911 laut Inschrift von „Peter und Verena Höger und die Wohltätigkeit der Einwohner“, renoviert 1992 von der Familie Höger.